# 中華民國野鳥學會
社團法人中華民國野鳥學會（英語：Taiwan Wild Bird Federation，縮寫TWBF），簡稱中華鳥會，是一個總部位於臺灣的鳥類生態保育團體。
中華鳥會的會徽為台灣特有種的帝雉（黑尾長雉），分布於台灣中高海拔山區，被列為世界近危鳥類，其形象還被用在1,000元新臺幣紙鈔的背面。

## 歷史
- 1988年，中華民國野鳥學會（Wild Bird Society of the Republic of China）由一群熱愛研究鳥類生態的人士成立於臺灣。
- 1994年，成為國際鳥盟預備會員。[2]
- 1996年，成為國際鳥盟正式會員。[3]
- 1999年，代表台灣首次前往英國參加大英鳥展，中奪得鳥展國際組冠軍。
- 2001年，更改英文會名為「Wild Bird Federation Taiwan」。

2008年至2020年9月間的LOGO

- 2008年，因中華人民共和國多次向國際鳥盟施壓，中華鳥會英文名稱終於被迫改为「Chinese Wild Bird Federation」。[4]
- 2020年9月7日，國際鳥盟認為因「中華民國野鳥學會」的中文名稱對國際鳥盟的夥伴關係（中華人民共和國）造成經營上的「風險」，要求中華鳥會簽署更名、不倡導中華民國合法性、不推廣台灣脫離中國的文件，遭到中華鳥會嚴正拒絕後，國際鳥盟將中華鳥會自正式夥伴關係中移除[5]，中華民國外交部譴責國際鳥盟受到中華人民共和国方面压力而將中華民國野鳥學會除名[6]。9月19日，經會員大會後決議更改英文會名為「Taiwan Wild Bird Federation」[7]。

## 任務
在區域及國際推動鳥類保育與研究工作。

## 組織

### 成員
基隆市野鳥學會、台北市野鳥學會、桃園市野鳥學會、苗栗縣自然生態學會、新竹市野鳥學會、台灣野鳥協會、南投縣野鳥學會、彰化縣野鳥學會、雲林縣野鳥學會、嘉義市野鳥學會、嘉義縣野鳥學會、台南市野鳥學會、高雄市野鳥學會、屏東縣野鳥學會、台東縣野鳥學會、花蓮縣野鳥學會、宜蘭縣野鳥學會、金門縣野鳥學會、馬祖野鳥學會、美濃愛鄉協進會、高雄市茄萣生態文化協會等。

## 成果
- 建立「台灣鳥類名錄」[15]

## 外部連結
- 官方网站
- eBird Taiwan 開張囉! | eBird （页面存档备份，存于）